# 제2차 이탈리아 독립 전쟁
제2차 이탈리아 독립 전쟁, 또는 다른 명칭으로 프랑스-오스트리아 전쟁, 오스트리아-사르데냐 전쟁, 1859년 이탈리아 전쟁(프랑스어: Campagne d'Italie),은 이탈리아의 통일에 중요한 역할을 한 전쟁으로, 1859년 프랑스 제2제국과 사르데냐 왕국 연합군이 오스트리아 제국과 맞서 싸운 전쟁이다. 이 전쟁에서 프랑스-사르데냐 연합군이 승리를 거두었다.

## 배경
제1차 이탈리아 독립 전쟁에서 피에몬트인들이 패배한 이후, 피에몬트인들은 동맹국이 필요하다는 것을 깨닫게 되었다. 사르데냐-피에몬트 왕국의 총리였던 카밀로 벤소 디 카보우르 백작은 크림 전쟁에 사르데냐 왕국이 부분적으로 참전함으로써 다른 유럽 열강들과 관계를 맺기를 희망했다. 크림 전쟁 이후 파리에서 평화 조약이 체결됨에 따라 카보우르 백작은 이탈리아 통일을 위해 주목을 끌고자 노력했다. 그는 영국과 프랑스가 사르데냐 왕국에 동정적이라는 것을 알게 되었으나, 오스트리아 제국과의 직접적인 분쟁은 피하려고 했다. 카보우르 백작과 나폴레옹 3세의 사적 만남에서 나폴레옹은 사르데냐를 지원하겠다고 약속했다.
이후 카보우르 백작은 오스트리아 제국이 먼저 공격하기 이전까지는 프랑스의 도움을 받을 수 없게 되자, 오스트리아가 국경 지대에서 군사적 행동을 취할 수 있도록 여러 분쟁을 유발했다. 1859년 4월 23일 오스트리아는 사르데냐 육군의 완전한 무장해제를 요구했고, 이것이 이행되지 않았을 때, 1859년 4월 29일 오스트리아는 사르데냐와 전쟁을 시작했다. 이후 동맹국인 프랑스 역시 전쟁에 개입하게 된다.